# ボルタ電位差
電気化学におけるボルタ電位差（またはボルタ電位、接触電位差、外部電位差）Δψとは、熱平衡状態の接触した２つの金属（または１つの金属と１つの電解質）との間の静電ポテンシャル差のこと。特に、ある金属の表面近くの点と、別の金属（または電解質）の表面近くの点との間のポテンシャル差のこと。
名称はアレッサンドロ・ボルタに由来する。